# Limay Mahuida (departement)
Limay Mahuida is een departement in de Argentijnse provincie La Pampa. Het departement (Spaans: departamento) heeft een oppervlakte van 9.985 km² en telt 475 inwoners.

## Plaatsen in departement Limay Mahuida
- La Reforma
- Limay Mahuida